# Йохан Харде
Йохан Харде (на немски: Johan Haarde) е германски офицер, който служи по време на Първата и Втората световна война.

## Живот и кариера
Йохан Харде е роден на 21 юни 1889 г. в Вилхелмсхафен, Германска империя.
Присъединява се към армията. Към 1908 г. е офицерски кадет, а през следващата година е произведен в чин лейтанент от пехотата. Взема участие в Първата световна война.
След войната се присъединява към Райхсвера. Произведен е в ранг оберст на 1 януари 1936 г. и командва 8-и танков полк.
В началото на Втората световна война командва 8-а танкова бригада. На 1 октомври 1941 г. му е поверено командването на 100-тна танкова бригада, от 26 януари 1941 г. командва 383-та пехотна дивизия, а на 20 февруари 1942 г. е назначен за командир на 25-а танкова дивизия. На 20 януари 1943 г. е назначен за главнокомандващ на Егейските острови, с щаб в Солун. На 20 юли 1943 г. е назначен за командващ офицер на обучаващи се щабни офицери. Поставен е в резерва на 31 януари 1945 г.
Умира на 8 февруари 1945 г.

## Дати на произвеждане в звание
- Оберст – 1 януари 1936 г.[1]
- Генерал-майор – 1 октомври 1939 г.[1]
- Генерал-лейтенант – 1 октомври 1941 г.[1]